# بی‌نو
بی‌نو (به ایتالیایی: Bieno) یک منطقهٔ مسکونی در ایتالیا است که در ترنتینو واقع شده‌است.

## خصوصیات
بی‌نو ۱۱٫۷ کیلومترمربع مساحت و ۴۴۷ نفر جمعیت دارد.